# یواس‌اس کنوود (۱۸۶۳)
یواس‌اس کنوود (۱۸۶۳) (به انگلیسی: USS Kenwood (1863)) یک کشتی بود که طول آن not known بود. این کشتی در سال ۱۸۶۳ ساخته شد.